# コンスタンツ公会議
コンスタンツ公会議（コンスタンツこうかいぎ）は、1414年から1418年にかけて神聖ローマ帝国内のコンスタンツ司教領で開催されたカトリック教会の公会議。3人の対立教皇を廃し、一人の正統なローマ教皇を立てることで教会大分裂（シスマ）を終結させた。またジョン・ウィクリフと、その影響を受けたヤン・フスを有罪とした。コンスタンツ公会議は教皇権が失墜した中で、公会議主義者が主導した唯一の公会議となった。

## 経緯
教会分裂に終止符を打つべく行われたピサ教会会議（1409年）では、アレクサンデル5世を新教皇として選出したが、アヴィニョン教皇ベネディクトゥス13世とローマ教皇グレゴリウス12世が退位しなかったため、3人の教皇が鼎立するという異常事態を招いて失敗に終わった（アレクサンデル5世は翌年に急死、ヨハネス23世が後を継いだ）。ここにおいて影響力を強めようとした神聖ローマ皇帝ジギスムントの提唱によってコンスタンツでの公会議の開催が宣言された。ジギスムントはヨハネス23世を説得してこの会議に参加させ、その呼びかけによって多くの参加者を得る事に成功した。
ヨハネス23世は自らの正統性がここで確認される事を期待していたが、会議の流れでその望みが果たされないと悟ると支持者の枢機卿たちと共に逃亡を図った。「教皇」を失った公会議はここにおいて崩壊の危機に瀕したが、公会議主義者であった神学者ジャン・ジェルソンらが「教皇さえも公会議の指導に従うべきである」と唱え、会議を主導したことで持ち直した。ここにおいて採択された教令「ヘック・サンクタ」（Haec Sancta）は公会議主義の精神をよく表しているもので、公会議に次の3つの目標を打ち立てた。
1. 教会分裂を収拾する
2. 教会の改革（いわゆる頭と肢体の改革）を行う
3. 教会内の異端を一掃する

その後、ヨハネス23世は捕らえられ廃位された。グレゴリウス12世はここに至って、1415年に自ら退位を宣言した。残ったベネディクトゥス13世は退位を拒んだが、1417年7月に廃位が宣言された。こうして教会大分裂収拾の準備は整った。
1417年10月、公会議は画期的な教令「フレクエンス」(Frequens)を採択した。これは公会議を定期的に行うことで、教皇権の暴走に対する抑止力とすること、公会議を以後5年目、さらに7年後、以降は10年ごとに定期的に開催することをうたっていた。
1417年11月11日に公会議は枢機卿オド・コロンナを新教皇として選出、彼は当日の聖人マルティンにちなんでマルティヌス5世を名のった。また公会議はウィクリフ、フスの教説を異端思想と判断した。1414年、ウィクリフの遺体は掘り起こされて著書とともに焼かれ、1415年7月6日、自説の撤回を拒んだためフスは世俗権力に引き渡されて焚刑に処せられた。
公会議主義はここにおいて頂点に達した感がある。教皇マルティヌス5世も自らを選出した公会議の教令を無視せず、「フレクエンス」の内容を尊重して、次の公会議を召集しようと努力していた。しかし、結果的に教皇権が再び安定したものになると公会議主義の思想は危険なものとみなされるようになっていった。また、公会議の主導による教会の改革は結局行われる事がなく、宗教改革への伏線となっていった。

## ポーランド問題
コンスタンツ公会議では別の問題も討議された。ポーランド王国との戦争に敗北したチュートン騎士団は教会に対し、ポーランド王国がリトアニアの非キリスト教徒（ペイガンたちやイスラム教徒）およびボヘミアのフス派といった異教徒を擁護していることを問題視するよう主張した。それに対し、ポーランドのクラクフ大学学長パヴェウ・ヴウォトコヴィツは、「全ての人民は、たとえ異教徒であろうとも、自らを統治し平和のうちに暮らし、その土地を所有する権利がある。」という主張を展開した。これは国際法の提唱の最も初期のものとされ、内容は以下のとおりである：
- それぞれの共同体はどの国家に属するべきか自ら決定する権利を有する
- 人々は自らの未来を決定し、国家を防衛する権利を有する
- 支配者は、個人の宗教的信念を尊重し、被支配者がその信条により自然権を否定されることがないようにする義務を負う
- 暴力や威圧を利用したキリスト教への改宗は無効であり、罪深くかつ恥ずべきことである
- 戦争の口実にキリスト教への改宗を用いてはならない
- 平和維持に関する論争は国際法廷が判断を下し、どの支配者も、たとえ皇帝や教皇であっても、この手続きを踏まずして戦争を行う事は許されない
- 戦争の合法性に関する原則は、戦う相手がキリスト教徒であろうとなかろうと、全ての国家と人民に適用され強制される
- 非キリスト教徒や非ローマ・カトリック教徒の国家は、それらが隣国と平和に共存している限り主権と領土防衛の権利を有する
- ポーランド王国はキリスト教の守護者として行動する際にのみ皇帝に束縛される
- 暴力の論理はあたかも癌のように国際関係を蝕むものである
- ローマ・カトリックの国家が自衛権を行使する際、非キリスト教徒や非カトリック教徒を自らの軍勢のうちに持つ権利がある

会議の席上においてファルケンベルクのヨハン（Johannes Falkenberg）はポーランドを糾弾し、「ポーランドはチュートン騎士団に対する戦争において異教徒を使うという嫌悪すべき罪を犯した。」と主張した。さらにヨハンはその論文「リベル・デ・ドクトリナ（Liber de doctrina）」において、「皇帝は未信者を、たとえ彼らが平和的な存在であろうとも、異教徒であるがゆえに虐殺する権利を有する。ポーランドは未信者と同盟してキリスト教徒の騎士に反抗したのであるから、絶滅されるべきである。未信者を守護したポーランドは死に値し、未信者よりもさらに優先して絶滅されるべきである。ポーランド人から主権を剥奪し、ポーランド人を奴隷にすべきである。」と主張した。
教皇マルティヌス5世は1424年1月、「ファルケンベルクのヨハンのこのような誤った非難を原因としてポーランド王国に起こりうる災厄を未然に防ぐことを欲し（中略）このような誤った非難を宣伝、擁護、主張するなどの行為を行うキリスト教徒は全て事実上の破門に処する。」との大勅書を発した。